# مصطفی عزیزی
مصطفی عزیزی (زاده ۲۹ شهریور ۱۳۴۱ در اراک) فیلم‌نامه‌نویس، نویسنده، تهیه‌کنندهٔ و برنامه‌ساز تلویزیونی ایرانی است. او هم‌اکنون ساکن کانادا است.
وی در دههٔ ۱۳۷۰ و ۱۳۸۰ مسابقه تلاش و مجموعه تلویزیونی مسافر را که هر دو از برنامه‌های پربیننده تلویزیون بودند تهیه کرد. عزیزی در سال ۱۳۹۳ دستگیر و به هشت سال زندان محکوم شد که در نهایت پس از ۱۵ ماه از زندان آزاد شد.

## زندگی
در شهریور ۱۳۴۱ در اراک به‌دنیا آمد و دوساله بود که پدرش که تازه در راه‌اهن استخدام شده بود به تهران منتقل شد و این آغاز مهاجرت‌های پی‌درپی آنان بود. نخستین فیلم‌های خود را در نوجوانی در روستاهای لرستان ساخت و پس از انقلاب هنگامی که دیپلم گرفت به دلیل بسته بودن دانشگاه‌ها و جنگ بین ایران و عراق به سربازی رفت در جبهه ترکش خورد و مدتی بستری بود پس از پایان سربازی در کنکور سال ۱۳۶۵ در دانشگاه تهران در رشتهٔ اقتصاد نظری پذیرفته شد و همان سال ازدواج کرد و کار در رادیو را به عنوان نویسنده مطالب علمی و فرهنگی آغاز کرد. از سال ۱۳۶۶ سردبیر برنامه‌های علمی و آموزشی شبکه سراسری رادیو ایران شد و مسابقهٔ «دانش و هوش» که مسابقه‌ای علمی برای نوجوانان دبیرستانی بود را آغاز کرد.
از سال ۱۳۶۹ طرحی برای ساخت انیمیشن کامپیوتری تلویزیون ارائه داد که مورد پذیرش قرار گرفت و خودش به عنوان مدیر انیمیشن کامپیوتری انتخاب شد. در عین حال مدیریت گروه مهندسی نرم‌افزار صدا و سیما نیز بعهده وی بود. تولید برنامه‌های تلویزیونی را در همین سال‌ها آغاز کرد و به عنوان تهیه‌کننده با تلویزیون هم‌کاری دارد.
با استعفاء از تلویزیون در سال ۱۳۷۳، شرکت کلک خیال را تأسیس کرد.
عزیزی عضو آسیفای بین‌المللی است و چهار سال مدیرعامل آسیفای ایران بود.
در سال‌های ۱۳۸۵–۱۳۸۶ مجموعه تلویزیونی راه بی‌پایان را تهیه کرد که در جلب نظر مخاطبان و منتقدان تلویزیون بسیار موفق بود.

## تهیه‌کنندگی
در سال ۱۳۷۶ تا ۱۳۷۹ طراحی و تهیه مسابقهٔ تلاش که با ۷۲ درصد بیننده برنامهٔ پربیننده‌ای بود و توسط خوانندگان مجله سروش بهترین مسابقهٔ تلویزیونی سال ۱۳۷۷ و خوانندگان هفته‌نامهٔ سینما به عنوان بهترین برنامه تلویزیونی سال ۱۳۷۸ شناخته شد. اولین مجموعه تلویزیونی خود را در سال ۱۳۷۹ به نام مسافر برای شبکهٔ تهران تهیه کرد. این مجموعه با ۷۳ درصد بیننده، و مطلوبیت، ۸۸ درصد در حد زیاد و خیلی زیاد. عزیزی را به عنوان فیلمنامه‌نویس و تهیه‌کنندهٔ مجموعهٔ تلویزیونی موفق مطرح کرد. او علاوه بر تهیه برنامه‌های تلویزیونی و فیلم در شرکت فیلم‌سازی و تبلیغاتی کلک خیال به تهیه فیلم‌های تبلیغاتی هم اشتغال داشت.

## بازداشت
عزیزی که ساکن کشور کانادا است، برای دیدار با خانوادهٔ خود و مهیا کردن شرایط بازگشت و اقامت مجددش در ایران، به ایران سفر کرده بوده که یک ماه پس از بازگشت، توسط نیروهای امنیتی بازداشت شد. وی در ۱۲ بهمن سال ۹۳ بازداشت و به انفرادی‌های بند ۲ الف زندان اوین منتقل شد و پس از تحمل حدود چهل روز انفرادی در بند ۲ الف تحت مدیریت سپاه پاسداران، اواسط اسفندماه به بند ۸ سالن ۷ زندان اوین منتقل شد. عزیزی به توهین به رهبری، توهین به بنیانگذار جمهوری اسلامی، تبلیغ علیه نظام و اجتماع و تبانی متهم شد. در زندان اوین به دلیل شرایط بد زندان بیماری آسم‌اش عود کرد و به بیماری زونا هم دچار شد. باقیماندهٔ حبس او در فروردین ۹۵ شامل عفو عمومی سالانهٔ رهبری شد و در تاریخ ۲۱ فروردین آزاد شد.

## پس از آزادی
پس از آزادی مدتی ممنوع الخروج بود اما سرانجام به کانادا بازگشت و در کانادا ضمن نوشتن مقالات متعدد و بیان خاطرات‌اش از بند ۲ الف و زندان اوین و راه‌اندازی و شرکت در کمپین‌های گوناگون برای آزادی زندانیان سیاسی که با او هم‌بند بودند تلاش کرد. به‌ویژه برای آزادی سعید ملک‌پور که مانند او مقیم کانادا بود و دراویش گنابادی و اسماعیل عبدی و سایر معلمان کانون صنفی معلمان.
- مجله فردوسی - یک خاطره از زندان: خانواده‌ی زندانیانِ دربند، دربندترند
- هرانا - فرصت درویشان

## آثار

### برنامه‌های تلویزیونی
- ۱۳۷۲ - مسابقهٔ دانش و هوش - شبکه سوم.
- ۱۳۷۵ - رایانه در زندگی - شبکه دو.
- ۱۳۷۷ - مسابقه گزینه‌ها - شبکهٔ تهران.
- ۱۳۷۶ تا ۱۳۷۹ - مسابقه تلاش. شبکه یک.
- ۱۳۷۹ - مسابقه کمتر از ۵ دقیقه. شبکهٔ تهران.
- ۲۰۱۱ - مسابقهٔ تلویزیونی «وقت طلاست» با اجرای: نازنین آذری در شبکهٔ آی‌تی‌سی تورنتو
- ۲۰۱۰–۲۰۱۳ - دریچه‌های روبه‌رو با اجرا و تهیه‌کنندگی: امیر مهیم در شبکهٔ آی‌تی‌سی تورنتو

### مجموعه‌های تلویزیونی و تله‌فیلم
- ۱۳۸۰ - مجموعه تلویزیونی مسافر. شبکهٔ تهران.
- ۱۳۸۶ - راه بی‌پایان. شبکهٔ سه.
- ۱۳۸۷ - تله‌فیلم بازی. شبکهٔ سه.
- ۱۳۸۷ - تله‌فیلم انتقال. شبکهٔ سه.
- ۱۳۸۷ - بیگانه - شبکهٔ سه (نویسنده و تهیه‌کننده)[۲۴][۲۵]
- ۱۳۸۸ - گاوصندوق - شبکهٔ سه (نویسنده و تهیه‌کننده)
- ۱۳۸۹ - شیفت بعدی (تله‌فیلم). کارگردان ژرژ هاشم‌زاده

### فیلم
- ۲۰۱۸ - پاندول - (Pendulum) - کانادا

## مقالات
از او مقالات متعددی در مجلات و روزنامه‌های فارسی‌زبان منتشر شده‌است. از جمله در شهروند تورنتو، شهروند بی‌سی (شهرگان)، خط صلح، رادیو زمانه، ایران وایر، مجله تیتر

## مصاحبه‌ها
مصاحبه‌های متعددی در رسانه‌های گوناگون صورت گرفته‌است که برخی از آن‌ها عبارتند از:

### نوشتاری
- آزاده کریمی. کیهان لندن . سینمای ایران در تسخیر آلکاپون‌ها

### گفتاری، تصویری
- مهدی پرپنچی. صفحه دو. به همراه محمد آقازاده. شاهد علوی صفحه دو: دلایل درخواست تحریم سریال شهرزاد
- شپول عباسی. افق نو به همراه بهمن مقصودلو . افق نو ۳۱ اوت: فیلمسازان ایرانی در تبعید
- شپول عباسی. افق نو. به همراه بهمن مقصودلو . افق نو ۱۲ ژوئیه: مافیا در سینمای ایران
- شپول عباسی. افق نو. به همراه فرشته ملک‌فرنود . مصاحبه تلفنی مصطفی عزیزی و فرشته ملک فرنود با آقای شپول عباسی در برنامه افق صدای آمریکا ژانویه ۲۰۱۷
- به همراه علی‌اصغر رمضان‌پور. ملیحه محمدی برنامه چشم‌انداز، مروری بر یک‌سالگی ایران اینترنشنال